# Halfway House (album)
Halfway House è il terzo album del rapper statunitense Joe Budden, pubblicato nel 2008. L'album include la prima collaborazione del gruppo Slaughterhouse nella traccia omonima.

## Tracce
1. Intro – 1:49 – Pro Logic
2. On My Grind – 4:17 – Mizfitz Soundz
3. Overkill (featuring Heartbreak) – 3:02 – Blastah Beatz
4. Check Me Out – 3:40 – Mizfitz Soundz
5. Sidetracked – 3:48 – Rodney Hazard
6. Slaughterhouse (featuring Joell Ortiz, Nino Bless, Crooked I & Royce da 5'9") – 7:02 – Scram Jones
7. Under the Sun – 4:33 – Evo (Beats Ink)
8. The Soul – 4:09 – Cardiak
9. Anything Goes – 3:57 – Mizfitz Soundz
10. Go to Hell – 3:46 – Blastah Beatz
11. Just to Be Different – 4:20 – VTZ
12. Touch & Go – 3:40 – The Klasix

Tracce bonus
1. Better Me – 6:18 – The Klasix
2. One Night Fuck (featuring Emanny) – 4:06 – Malay

## Classifiche settimanali
| Classifica (2008)     | Posizione massima |
| --------------------- | ----------------- |
| Stati Uniti           | 184               |
| US Digital Albums     | 17                |
| US Independent Albums | 25                |